# Sabine Köttelwesch

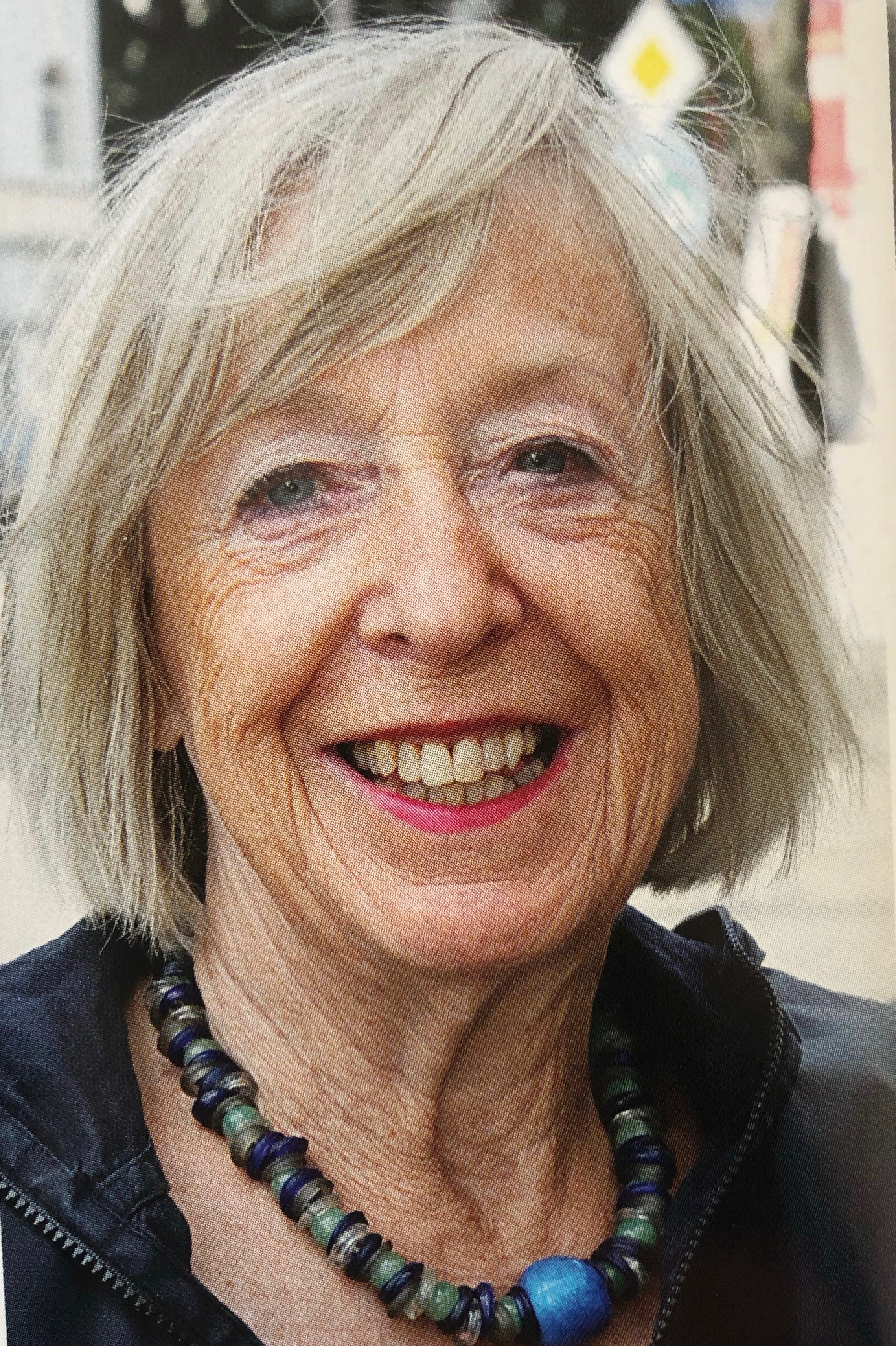
Sabine Köttelwesch (2017)

Sabine Köttelwesch, geborene Rügge, (geboren 1943 in Eberswalde) ist eine deutsche Diplom-Bibliothekarin und Autorin zahlreicher Bücher und Aufsätze zur Geschichte Kassels sowie zur regionalen historischen Frauenforschung.

## Leben und Wirken
Sabine Köttelwesch wuchs in Hamburg auf. In den Jahren 1973 bis 1976 studierte sie an der Bibliotheksschule Frankfurt am Main – Fachhochschule für Bibliothekswesen. Während der Ausbildung lernte sie ihren späteren Mann Clemens Köttelwesch (1915–1988) kennen, mit dem sie von 1980 bis zu seinem Tod im Jahr 1988 in zweiter Ehe verheiratet war.
Von 1978 bis 2008 betreute Sabine Köttelwesch als Bibliothekarin die Hessische Sammlung in der Universitätsbibliothek Kassel – Landesbibliothek und Murhardsche Bibliothek der Stadt Kassel. Bedingt durch ihre Arbeit befasste sie sich intensiv mit der Geschichte der Stadt Kassel und der Region. Ihr besonderes Interesse galt und gilt dabei dem Leben historischer Frauengestalten in Nordhessen.
Zu den Feierlichkeiten anlässlich des 1100-jährigen Bestehens der Stadt Kassel im Jahr 2013 führte sie zusammen mit Elke Böker und Petra Mesic ein Projekt über 11 bemerkenswerte Frauen der Stadt durch, dessen Ergebnisse Eingang in die Publikation 11 Frauen – 11 Jahrhunderte fanden. Aufsätze von Sabine Köttelwesch erschienen darüber hinaus in der Zeitschrift des Vereins für hessische Geschichte und Landeskunde 1834 e. V., im Jahrbuch des Landkreises Kassel, Hofgeismar, im Jahrbuch der Malwida von Meysenbug-Gesellschaft Kassel, in der Zeitschrift Hessische Heimat sowie in den Eschweger Geschichtsblättern.
Neben ihrer publizistischen Tätigkeit hält sie Vorträge zu ihren Schwerpunktthemen, beteiligt sich an Projekten zum hessenweiten Tag der Literatur und des Freundeskreises Brückner-Kühner.

## Auszeichnungen
Im Jahr 2008 erhielt Sabine Köttelwesch die Goldene Ehrennadel des Vereins für hessische Geschichte und Landeskunde Kassel 1834 e. V. für die Bearbeitung der Vereinsschriften und „Betreuung und Darstellung hessischer Geschichte“. Das Projekt 11 Frauen – 11 Jahrhunderte wurde 2013 durch die Stadt Kassel als offizielles Jubiläumsprojekt ausgezeichnet.

## Werke
- zus. m. Gerd Fenner: Kassel – eine Stadt vor 100 Jahren. Bilder und Berichte. Sonderausg. Buch Habel, Darmstadt 1995.
- Alt-Kassel – auf den ersten Blick. Wartberg Verlag, Gudensberg-Gleichen 2000, ISBN 978-3-86134-947-1.
- Rundgang durch das alte Kassel. Wartberg Verlag, Gudensberg-Gleichen 2000. ISBN 3-86134-902-7.
- Geliebte, Gemahlinnen und Mätressen. Zehn Frauenschicksale aus dem Umfeld des Kasseler Fürstenhofes. Reihe: Die Geschichte unserer Heimat. Band 41, Verein für hessische Geschichte und Landeskunde 1834 Kassel, Zweigverein Hofgeismar, Hofgeismar 2004.
- Kassel gestern, heute. Gegenüberstellungen zeigen den Wandel. Fotograf Jörg Lantelmé. Wartberg Verlag, Gudensberg-Gleichen 2006, ISBN 978-3-8313-1671-7.
- zus. m. York-Egbert König: Katharina von Westphalen. Gemahlin des Jérôme Bonaparte und Königin in Kassel. Wartberg Verlag, Gudensberg-Gleichen 2008, ISBN 978-3-8313-1935-0.
- Kleines Kassel-ABC. Fotografien von Günter Pump. 2. Aufl. Husum-Verlag, Husum, 2014, ISBN 978-3-89876-494-0.
- zus. m. Elke Böker, Petra Mesic: 11 Frauen – 11 Jahrhunderte. 3. Auflage. Prolibris-Verlag, Kassel 2019, ISBN 978-3-95475-006-1.

Als Herausgeberin
- Spaziergang durch Kassel um die Jahrhundertwende. Wartberg Verlag, Gudensberg-Gleichen 1993, ISBN 3-86134-156-5. Als Taschenbuch: Wartberg Verlag, Gudensberg-Gleichen 1998, ISBN 978-3-86134-156-7.

Als Bearbeiterin
- Verzeichnis des in den Jahren 1971–1981 an der Gesamthochschule Kassel erschienenen Schrifttums. Bibliographien. Gesamthochschulbibliothek – Landesbibliothek und Murhardsche Bibliothek der Stadt Kassel. Band 1. Gesamthochschulbibliothek, Kassel 1985, ISBN 3-88122-280-4.

Beiträge
- Kasseler Literaturkreis (Hrsg.): Kasseler Literaturspaziergang. Jenior & Pressler, Kassel 1997, ISBN 978-3-928172-81-3.
- Kasseler Literaturkreis (Hrsg.): Kassel liest. Literatur und Lebensläufe. Verlag Wortwechsel, Kaufungen 2003, ISBN 978-3-935663-07-6.
- Stadt Kassel (Hrsg.): Kassel-Lexikon. 2 Bände, Euregio-Verlag, Kassel 2009, ISBN 978-3-933617-32-3.
- Nikola Roßbach (Hrsg.): Kleines Kasseler Literaturlexikon. Wehrhahn-Verlag, Hannover 2018, ISBN 978-3-86525-586-0.